# Rùa thần Kim Quy

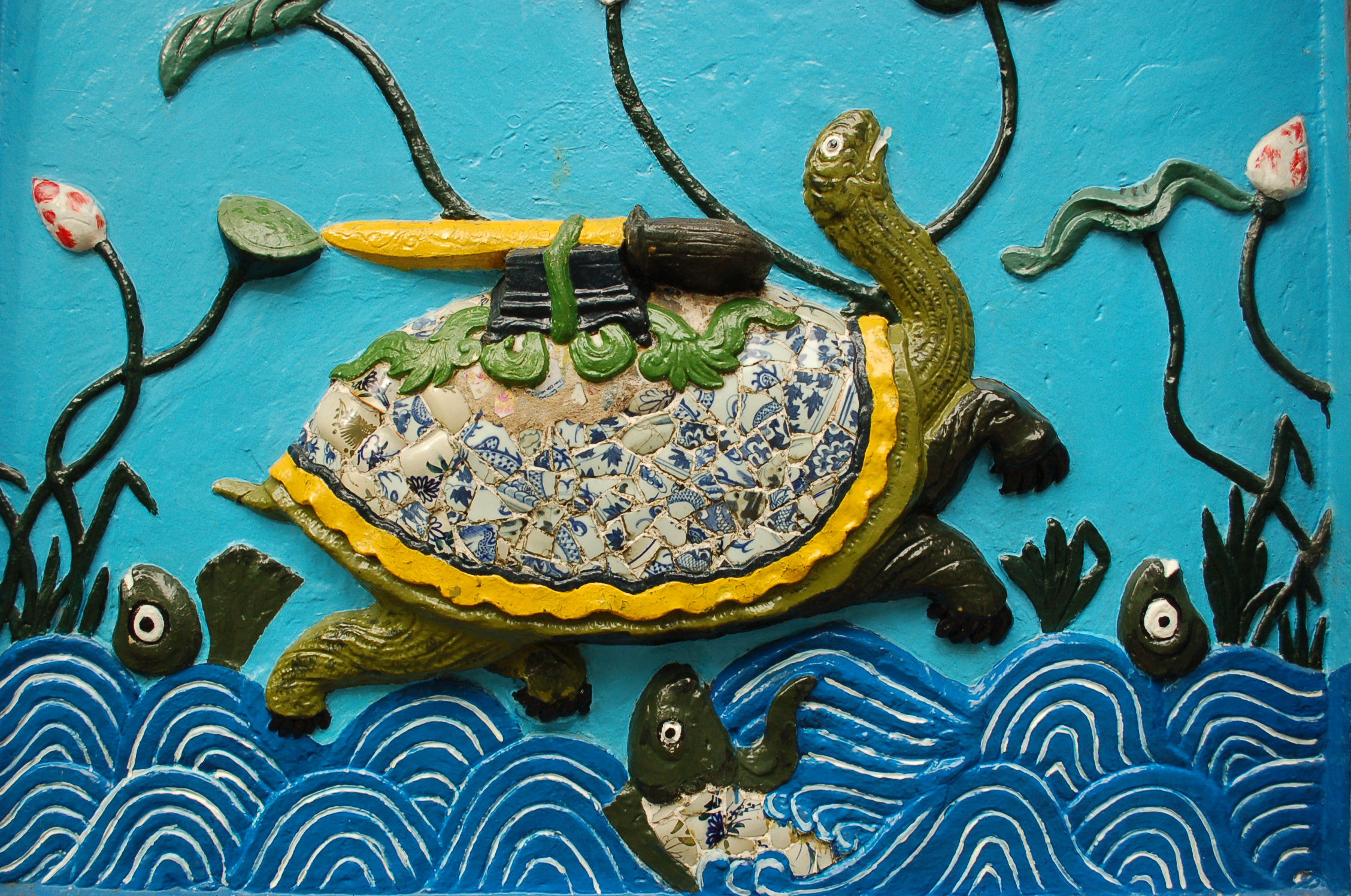
Hình gốm Rùa thần mang trên lưng thanh kiếm Vua Lê Lợi trả.

Rùa thần Kim Quy (金龜) hay Rùa vàng, còn gọi là Thanh Giang sứ giả (清江使者), theo truyền thuyết là sinh vật thần thánh đã giúp An Dương Vương xây thành Cổ Loa và cải tiến nỏ thần.

## Truyền thuyết
An Dương Vương xây thành Cổ Loa mấy lần không được. Thành xây xong thì chỉ một thời gian ngắn là bị đổ. Sau nhiều lần xây An Dương Vương quyết định lập đàn tế lễ bên bờ sông. Một vị thần hiện ra cho biết sứ giả Thanh Giang sẽ đến giúp. Một thời gian sau một con rùa nổi lên, xưng là sứ giả của thần Thanh Giang. Rùa giúp vua trị yêu quái Bạch Kê Tinh (Gà trắng tu luyện nghìn năm thành tinh). Sau đó, thành chỉ xây nửa tháng là xong.

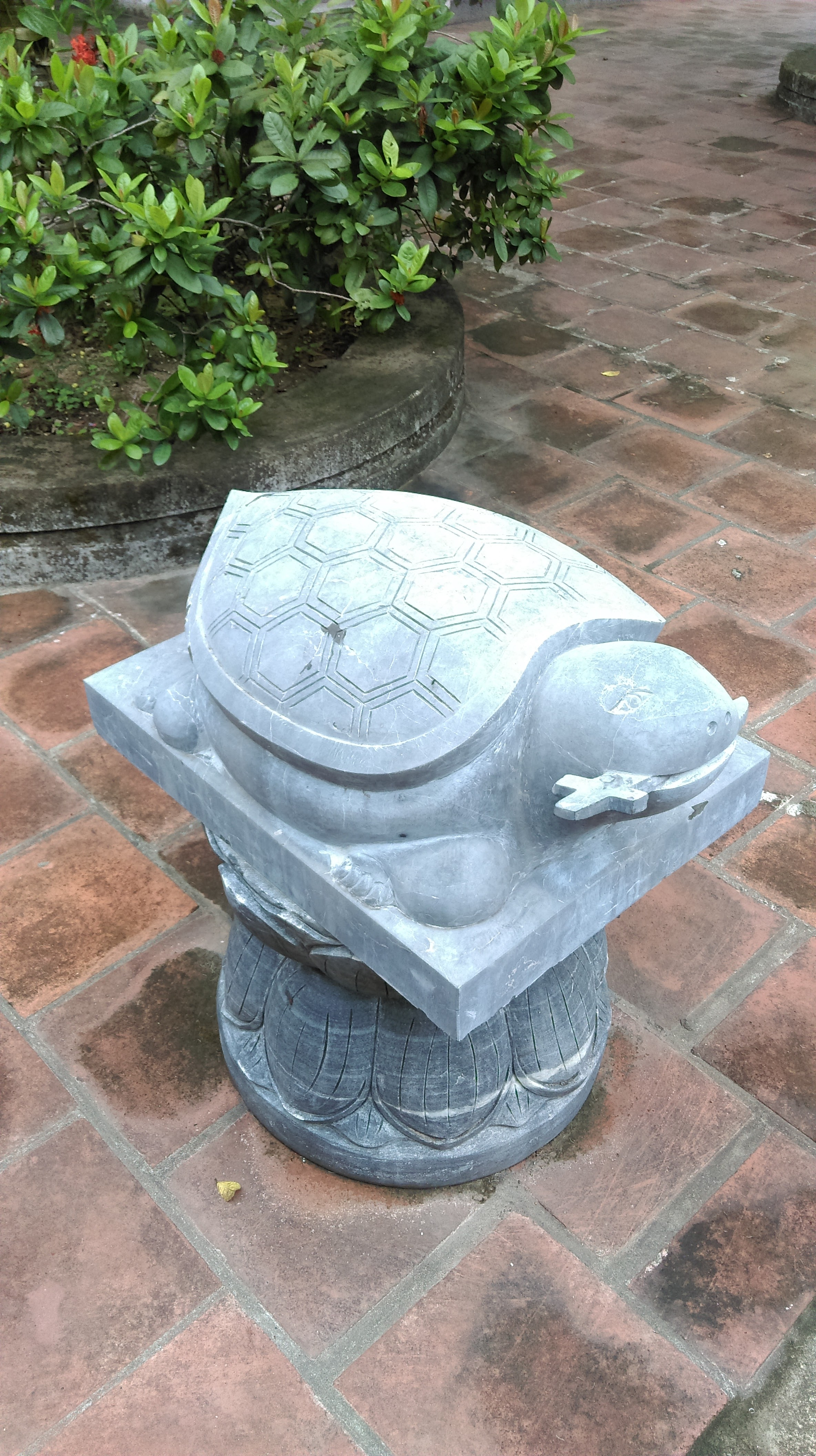
Tượng Rùa tại Đền Cuông.

Sứ Thanh Giang ở với An Dương Vương 3 năm. Khi đi còn tháo móng trao làm lẫy nỏ. Lẫy nỏ được lắp vào tạo thành Nỏ Thần.

## Những điểm nghi vấn
- Những mũi tên đào được có 3 cạch khác hẳn với những mũi tên 2 cạch trong các họa tiết còn lưu lại.
- Người Việt thời Hùng Vương vẫn còn chưa hề có chữ viết vậy lá thư kia là thế nào?
- Sự xuất hiện của thần Kim Quy mang nhiều tính kì bí, một số nhà nghiên cứu cho rằng bên cạnh vật tổ là chim Lạc, thời này xuất hiện thêm vật tổ là con rùa. Nhưng trong truyền thuyết thần rùa xuất hiện dưới danh nghĩa là bạn của An Dương Vương chứ không phải là tổ, hơn nữa những dân tộc liên quan đến con rùa thì nhiều nhưng hầu như rất ít dân tộc lấy rùa làm vật tổ.